# Warder
Warder es una pequeña isla deshabitada que pertenece al estado de Schleswig-Holstein, al norte del país europeo de Alemania y se localiza en el Mar Báltico, a unos 500 metros de la costa de Fehmarn. 
Pertenece a la isla y la ciudad de Fehmarn, situada en la Bahía de Lemke alrededor de un kilómetro al sur de la localidad de Lemkenhafen o a 500 metros al oeste del pueblo de Westerbergen. 
Warder posee 500 metros de largo, hasta 300 metros de ancho y tiene una superficie de 10,274 hectáreas. 